# Casco de ciclismo

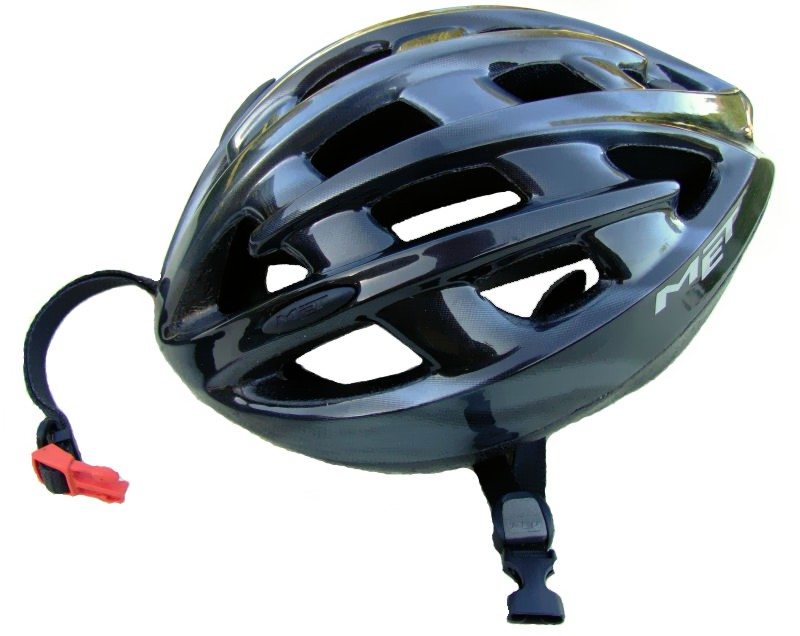
Casco de ciclismo

Un casco de ciclismo o casco ciclista, se diseña específicamente para proporcionar la protección principal a los ciclistas. Este tipo de casco también se utiliza en otros deportes, como el patinaje.

## Normativa
Algunos países han creado legislación sobre el requerimiento de usar casco así como otros artículos del equipo de seguridad. El uso del casco ha aumentado substancialmente en los últimos veinte años, en gran parte como resultado de la legislación. Sin embargo, estas imposiciones legales también tienden a tener el efecto de desanimar el uso de la bicicleta, además de una controversia sobre su uso en ambientes urbanos, ya que en países donde su uso es reglamentario las lesiones en la cabeza son mayores que en países donde no se usan.

## Historia
Antes de los años setenta, la forma dominante de casco ciclista era el estilo de cuero en forma de redecilla, denominada chichonera. Esto ofrecía una protección mínima.
Dos de los primeros cascos modernos de la bicicleta fueron hechos por MSR, un fabricante de equipo de montañismo, y Bell, un fabricante de cascos para automóvil y motocicletas de competición. Estos cascos eran el resultado del desarrollo de las líneas de producción ampliadas de los cascos de motociclismo y deportes de motor en espuma de poliestireno (EPS) y con carcasa exterior duras de plástico policarbonato. Irónicamente, el departamento de cascos de bicicleta de Bell, BellSport, se cerró y cesó en 1991, dedicándose totalmente el negocio del casco de motocicleta y del motor.

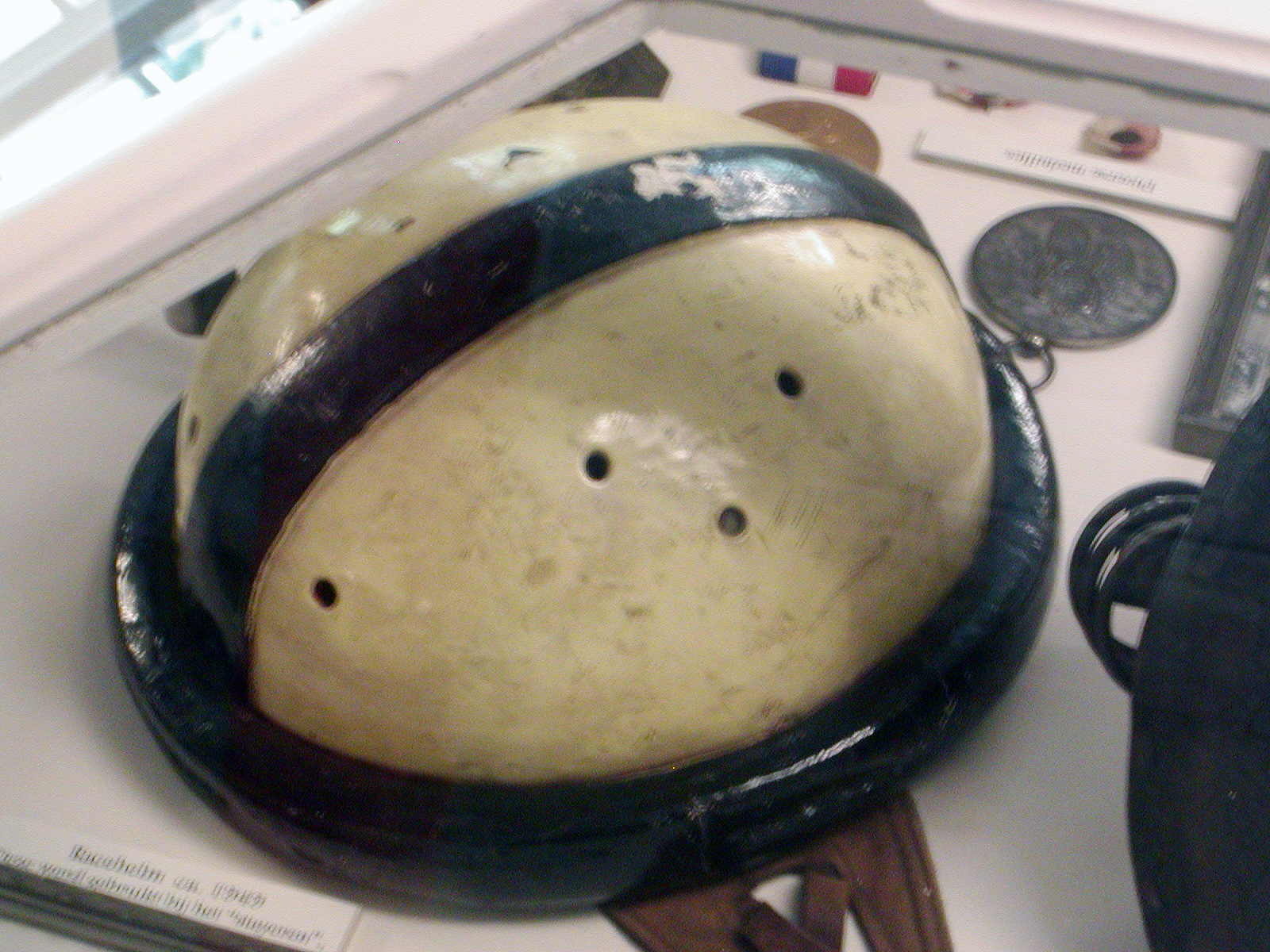
Casco de los años 40

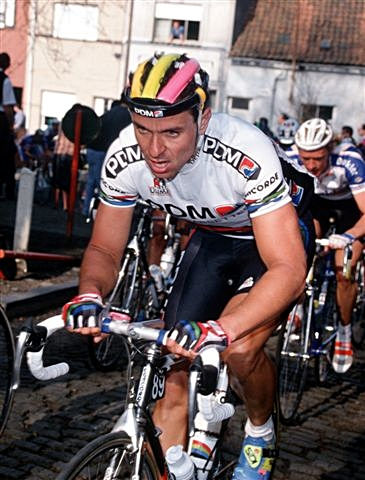
Ciclista con casco tipo «chichonera»

El primer casco diseñado exclusivamente para bicicleta era el Bell Biker, con una cubierta dura de poliestireno-lineal lanzado en 1975. No había estándar apropiado; el único aplicable, era el de Snell, y solo sería pasado por un casco ligero de motocicleta de cara descubierta. En algún tiempo el diseño fue refinado y antes de 1983 Bell hacía el V1-Pro, el primer casco del poliestireno previsto para la competición. Bell en 1984 produjo el casco Li'l Bell, un casco de niños sin carcasa exterior. Estos primeros cascos tenían poca ventilación. En 1985 Snell introduce la norma Snell B85, el primer estándar para casco de bicicleta; posteriormente, se han depurado en B90 y B95 (véase los estándares abajo). En este tiempo los cascos eran todo carcasa o nada de carcasa dura (quizás una cubierta plástica formada al vacío). La ventilación era todavía mínima principalmente debida a las limitaciones técnicas de la espuma y la carcasa en uso. Alrededor de 1990 una técnica de la nueva construcción fue inventada: microshell en molde. Una carcasa muy fina fue incorporada durante el proceso de moldear. Esta se convirtió rápidamente en la tecnología dominante, consiguiéndose respiraderos más grandes y formas más complejas difícilmente conseguibles en las anteriores carcasas. 
En 1990 la encuesta sobre mercado de la asociación de consumidores (Reino Unido) demostró que alrededor del 90% de cascos en venta eran Snell B90 certificado. Por su examen en 1998 el número de cascos certificados por Snell era alrededor de cero. Las carcasas duras declinaron rápidamente entre la población general de ciclismo, casi desapareciendo para el final de la década, aunque seguían siendo populares entre los ciclistas de BMX así como patinadores. Los últimos años 90 y principios del 2000 se produjeron avances en la retención y los sistemas apropiados de cogida y cierre, substituyendo el antiguo sistema de cojines de diferente grueso, para ajustar absolutamente perfecto a la cabeza del ciclista. Esto también ha dado lugar a la parte posterior de la cabeza que era cubierta menos por el casco; los impactos a esta región son escasos, pero hace un casco moderno de la bici mucho menos conveniente para las actividades tales como unicycling, skateboarding y en patinaje en línea, donde es relativamente común el caer de espalda. Otros cascos serán más convenientes para estas actividades.

## Cómo funcionan
Hay dos tipos principales de casco: carcasa dura y carcasa de micro/suave (los cascos sin carcasa son escasos ahora). En ambos tipos la energía del impacto se absorbe cuando se machaca la estructura rígida de la espuma, hasta el punto donde la estructura se machaca a su grueso mínimo, o los fragmentos del casco, después de lo cual no se absorbe ninguna otra energía. La energía de la colisión varía con el cuadrado de la velocidad del impacto: un casco típico absorberá la energía de una caída de una bicicleta inmóvil o de velocidad moderada, una velocidad del impacto alrededor de 20 km/h, pero reducirá la energía de un impacto 50 km/h solamente a 45 km/h, e incluso esto será comprometido si el casco falla. Este cálculo de la energía se basa en los estándares, que no tienen en cuenta el peso del cuerpo del ciclista. Como un efecto subsidiario, también dispersan los impactos de un punto sobre un área más amplia del cráneo. Los cascos de carcasa dura hacen esto algo mejor, pero tienden a ser más pesados y peor ventilados, así son más comunes entre ciclistas de Bmx, Free Dirt Jump y saltos que ciclistas de carretera o los ciclistas de montaña. Además, el casco (como cualquier buen sombrero) reducirá lesiones superficiales tales como cortes y roces al cuero cabelludo. Los cascos de carcasa dura pueden también reducir la probabilidad de penetrar impactos aunque éstos serían muy raros. El componente dominante de la mayoría de los cascos modernos de la bicicleta es una capa del poliestireno expandido (E.P.S.), (esencialmente el material de la espuma plástica usado para hacer refrigeradores baratos de la comida campestre). Este material se sacrifica en un accidente, siendo machacado mientras que absorbe un impacto importante. Los cascos de bicicleta se deben desechar siempre después de cualquier accidente. 

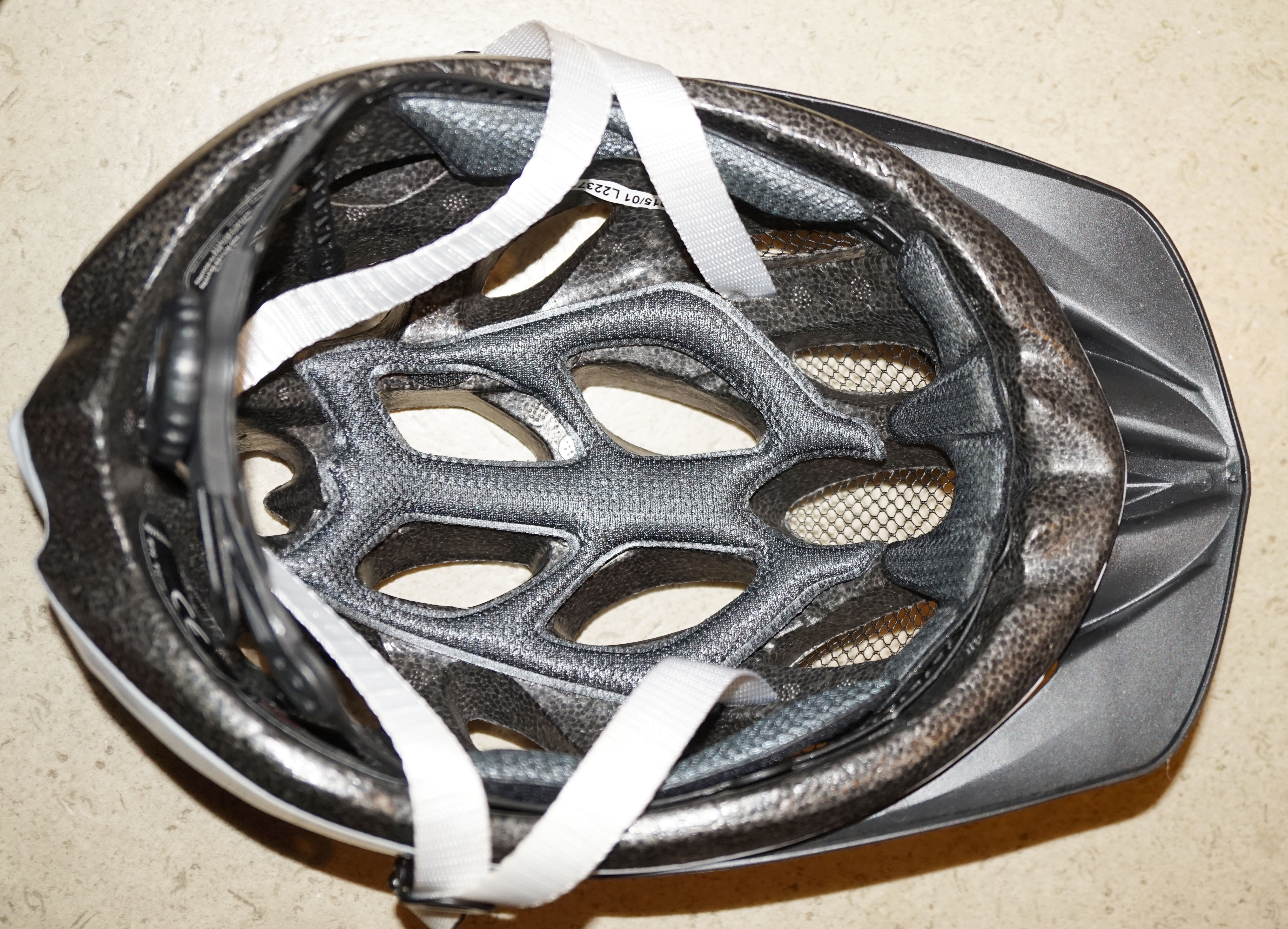

Los cascos son más eficaces a los impactos en línea recta, o lineares, los golpes a la cabeza a velocidad moderada. No están bien diseñados con impactos de alta velocidad o a las tensiones rotatorias (implican la rotación de la cabeza) en la cabeza. No se diseñan para proporcionar la protección adecuada a una colisión que implica otro vehículo móvil, (e.g. un coche), aunque proporcionan una cierta protección. La razón de esto es que nadie ha podido diseñar un casco capaz de proporcionar tal protección. Un casco de bicicleta no debe ser demasiado pesado y debe proporcionar la ventilación adecuada, porque montar en bici puede ser una forma de ejercicio que eleve perceptiblemente la temperatura del cuerpo. Así, la mayoría de los cascos se construyen de materiales ligeros perforados con agujeros de ventilación estratégicamente dispuestos.

## Normas y estándares establecidos
En los Estados Unidos, la fundación conmemorativa Snell, una organización establecida inicialmente para crear los estándares para la motocicleta y los cascos de automóvil de competición, puso en ejecución uno de los primeros estándares. También el American National Standards Institute (ANSI) creó un estándar llamado ANSI Z80.4 en 1984. Más adelante, la Comisión para la Seguridad de los Productos de Consumo de los Estados Unidos (CPSC) creó su propio estándar obligatorio para todos los cascos de bicicleta vendidos en los Estados Unidos, que tomaron efecto en 1999. En el Reino Unido el estándar actualmente aplicable es el EN 1078:1997, que substituye BS 6863:1989. CPSC y los estándares EN1078 son más bajos que el estándar de Snell B95 (y B90); las normas de Snell externamente son verificados, con cada casco detectable por número de serie único. El EN 1078 también externamente se valida, pero carece del rigor de Snell (Snell toma un casco aleatorio vendido con su etiqueta y lo somete a pruebas que llegan a su destrucción, esto es algo que a los fabricantes incomoda ciertamente, porque Snell cobra una pequeña cantidad por cada etiqueta que certifica que los cascos vendidos tras ser expuestos durante un tiempo también sobrepasan las normas)(los fabricantes de cascos en policarbonato (mayormente usado para la inyección de cascos más económicos) saben que la luz de sol, temperatura y el modo de conservación afectan enormemente a estos cascos).
En el estándar más común de los EE. UU., CPSC, un casco muestra certifica a los demás.
Es generalizado y cierto decir que los estándares de Snell son más exigentes que otros estándares, y la mayoría de los cascos en venta actualmente no los disponen (no hay casco actual de la marca Bell, Snell certificado, algo en lo que estaba especializado  el website conmemorativo de la fundación de Snell incluye una lista de cascos certificados). En 1990 la encuesta sobre mercado de la asociación de consumidores (Reino Unido) demostró que alrededor del 90% de los cascos en venta eran Snell B90 certificado. Por su examen 1998 que el número de Snell certificó cascos era alrededor cero. Las carcasas duras declinaron rápidamente entre la población general de ciclistas sobre este período, casi desapareciendo para el final de la década, pero seguían siendo más populares entre los ciclistas de BMX así como patinadores. Los estándares están siendo generalmente cada vez más débiles, conducido por el deseo del mercado y fabricantes a cascos más ventilados y de diseño, pero la eficacia contra lesiones de menor importancia, que es el propósito de la mayoría de los cascos, no está acompañado. No obstante, en igualdad de circunstancias, un casco Snell certificado es probablemente "mejor" que un otro no-Snell. Todos los cascos vendidos hoy deben resolver estándares de seguridad básicos. La diferencia entre los cascos baratos y costosos reflejará probablemente la ventilación, comodidad, diseño y conveniencia más bien que seguridad.

## Legislación y cultura
Los siguientes países tienen leyes del casco obligatorio, por lo menos en una jurisdicción, ya sea para los menores solamente, o para todos los ciclistas: Australia, Canadá, República Checa, Finlandia, Islandia, Nueva Zelanda y Suecia. En algunos países como Suecia, Croacia, Eslovenia y República Checa es obligatorio sólo para menores de una determinada edad (adolescentes).
España exige cascos en las rutas interurbanas.
En los Estados Unidos no existe una ley federal que  requieren cascos de bicicleta y ningún estado tiene una ley de casco de bicicleta universal. Veintiún estados y el Distrito de Columbia tienen leyes del casco de bicicleta a nivel estatal que se aplican a los conductores jóvenes (a menudo los ciclistas menores de 16 años). No existe una ley del uso del casco en bicicleta en 29 estados.
Unos 152 localidades municipales han promulgado ordenanzas específicas por edad que requieren el uso del casco de bicicleta, por lo general estas leyes cubren ciclistas menores de 16 años.
Catorce estados no tienen leyes de cascos a nivel estatal o local. Estos estados son: Arkansas, Colorado, Idaho, Indiana, Iowa, Minnesota, Misisipi, Nebraska, Dakota del Norte, Dakota del Sur, Vermont y Wyoming. En la ciudad de Chicago el uso es opcional para adultos sin embargo el uso es frecuente en las avenidas.
La Ciudad de México ha derogado en su legislación el casco. Costa Rica también ha derogado la obligatoriedad del casco solo manteniendo la recomendación de usarlo.
En 2004 en el Reino Unido, un proyecto de ley que propone imponer el uso obligatorio de cascos de bicicleta se presentó ante el  Parlamento del Reino Unido, y fue derrotado.
Dave Horton, sociólogo de la Universidad de Lancaster señaló: «El proyecto de ley parlamentaria de 2004 (2004 Parliamentary Bill) fue opuesto por unanimidad por las instituciones de ciclismo, con todas con todas las organizaciones principales de ciclismo y revistas especializadas rechazando la compulsión del casco.»
Aunque la relación no es causal, se observa que los países con los mejores registros de seguridad para bicicletas (Dinamarca y los Países Bajos) tienen uno de los niveles más bajos de uso de casco. Su historial de seguridad de la bicicleta se atribuye generalmente a la conciencia pública y el entendimiento de los ciclistas, la seguridad en los números, la educación y la infraestructura ciclista. Un estudio del ciclismo en las principales calles de Boston, París y Ámsterdam ilustra la variación de la cultura de la bicicleta: Boston tenía índices mucho más altos de uso del casco (32% de los ciclistas, frente al 2,4% en París y del 0,1% en Ámsterdam), Ámsterdam tenía muchos más ciclistas (242 bicicletas pasando por hora, frente a 74 en París y 55 en Boston). Las tasas de uso del casco en los Países Bajos y Dinamarca son muy bajos. Un periodista australiano escribe: Rarezas en Ámsterdam parecen ser los ciclistas vestidos con spandex y los ciclistas gordos mientras los cascos son inexistentes, y cuando la gente me preguntaba de dónde soy, tendrían una mueca y murmuraban: Ah, sí, de las Leyes del Casco.
A pesar de los niveles más bajos de uso del casco, gracias también a una fuerte cultura de la bicicleta, el ciclismo en los Países Bajos es más seguro que en cualquier otro país, y los neerlandeses tienen un tercio del número de víctimas mortales en bicicleta (por cada 100.000 personas) que tiene Australia, donde el uso es obligatorio.  El Comité Cyclists' Touring Club (CTC) del Reino Unido dice que el ciclismo en los Países Bajos y Dinamarca, se percibe como una actividad «normal» que no requiere de ropa o equipo especial. 

Los autores Pucher and Buehler (Making Cycling Irresistible)  manifiestan:
Los expertos en ciclismo holandés y planificadores entrevistados para este artículo se oponen firmemente al uso de cascos, alegando que los cascos desalientan ciclismo haciéndolo menos conveniente, menos cómodo, y menos de moda. También mencionan la posibilidad de que los cascos harían el ciclismo más peligroso al dar a los ciclistas una falsa sensación de seguridad y  promoviendo así una conducta más arriesgada al montar.